# Zoltán Kereki
Zoltán Kereki  est un footballeur hongrois né le 13 juillet 1953 à Kőszeg. Il évoluait au poste de défenseur.

## Biographie

### En club
Au cours de sa carrière, Zoltán Kereki dispute 314 matchs en première division hongroise, inscrivant 50 buts, et 23 matchs en première division autrichienne, marquant 6 buts. Il réalise sa meilleure performance lors de la saison 1976-1977, où il inscrit 11 buts avec le club du Szombathelyi Haladás. La même saison, son équipe se classe cinquième du championnat de Hongrie.
Au sein des compétitions européennes, Zoltán Kereki dispute deux matchs en Coupe de l'UEFA et 4 matchs en Coupe des coupes (un but).

### En équipe nationale
International hongrois, il reçoit 37 sélections et inscrit 7 buts en équipe de Hongrie entre 1976 et 1980.
Il joue son premier match en équipe nationale le 30 avril 1976 contre la Suisse en amical (victoire 0-1 à Lausanne).
Il inscrit son premier but avec la Hongrie le 9 octobre 1976, contre la Grèce, lors d'un match comptant pour les éliminatoires du mondial 1978 (match nul 1-1 dans la ville du Pirée). Le 30 avril 1977, il inscrit un autre but contre l'Union soviétique, dans le cadre de ces mêmes éliminatoires (victoire 2-1 à Budapest).
Son dernier match en équipe nationale a lieu le 24 septembre 1980, contre l'Espagne, en amical (nul 2-2 à Budapest).
Il fait partie du groupe hongrois lors de la Coupe du monde 1978. Il est capitaine lors des trois matchs disputés par sa sélection (Argentine, Italie, et France).

## Carrière
- 1971-1973 :  Körmendi MTE
- 1973-1979 :  Szombathelyi Haladás
- 1979-1984 :  Zalaegerszeg
- 1984-1986 :  Wacker Innsbruck

## Palmarès
- Finaliste de la Coupe de Hongrie en 1975 avec le Szombathelyi Haladás